# Dary Holm
Dary Holm (Hamburgo, 16 de abril de 1897–Múnich, 29 de agosto de 1960) fue una actriz cinematográfica alemana, activa principalmente en la época del cine mudo.

## Biografía
Su verdadero nombre era Anna Maria Dorothea Meyer, y nació en Hamburgo, Alemania. Criada en la Alta Baviera, tras la Primera Guerra Mundial decidió dedicarse a la actuación.
El actor Bernd Aldor la recomendó en 1921 al director Otto Rippert, que la dirigió en Die Beute der Erinnyen. En los siguientes años adoptó el nombre artístico de Dary Holm, haciendo primeros papeles y trabajando varias veces en películas de Franz Seitz, Sr., y a partir de 1924 actuó regularmente como coprotagonista con Harry Piel.
Tras actuar en dos películas sonoras, Holm decidió retirarse a su vida privada. La actriz falleció en Munich, Alemania, en 1960. Había estado casada desde 1927 con la estrella del cine mudo alemán Harry Piel, con el que trabajó en varias películas, entre ellas Jonny stiehlt Europa (1932).

## Filmografía
| - 1921: Die Beute der Erinnyen - 1921: Hyänen der Welt - 1921: Der Todessegler - 1921: Die Rache des Marquis Dokama - 1922: Der schwarze Harlekin - 1922: Die Liebe der Asra - 1922: Im Rausche der Milliarden - 1923: Martin Luther - 1923: Ihr Fehltritt - 1923: 1812 - 1923: Das Wirtshaus im Spessart - 1924: Im eine Million - 1924: Spanische Gluten - 1924: Auf gefährlichen Spuren - 1924: Der Mann ohne Nerven | - 1925: Zigano, der Brigant vom Monte Diavolo - 1925: Abenteuer im Nachtexpress - 1925: Schneller als der Tod - 1926: Der schwarze Pierrot - 1926: Der Veilchenfresser - 1926: La escuadra hundida - 1927: Rätsel einer Nacht - 1928: Panik - 1928: Mann gegen Mann - 1929: Männer ohne Beruf - 1929: Sein bester Freund - 1930: Achtung! – Auto-Diebe - 1931: Schatten der Unterwelt - 1932: Jonny stiehlt Europa |